# Пренос моштију Светог Саве Српског
Пренос моштију Светог Саве Српског је један од празника Српске православне цркве, један од празника који је посвећен Светом Сави. Мошти Светог Саве су пренете из Трнова у манастир Милешеву. Краљ Владислав је под иницијативом архиепископа Арсенија I Сремца пренео мошти Светог Саве из Трнова у манастир Милешеву. У манастиру су почивале све до (10. маја) 1594. када су Турци спалили мошти на Врачару. Једино што је сачувано од моштију Светог Саве јесте његова рука.
Српска православна црква овај празник слави 19. маја по новом, а 6. маја по старом календару.